# Antonio Mirante
Antonio Mirante (Castellammare di Stabia, 8 luglio 1983) è un ex calciatore italiano, di ruolo portiere.

## Carriera

### Club

#### Gli inizi con Juventus e Crotone

Mirante (in piedi, primo da sinistra) capitano della squadra Primavera della Juventus vincitrice del Torneo di Viareggio 2004

Cresce calcisticamente nella scuola calcio del Club Napoli Castellammare di Stabia, nella sua città natale, iniziando a giocare a 6 anni; inizia la carriera nelle giovanili del Sorrento, allenato da Mario Capece, per poi essere acquistato dalla Juventus nel gennaio 2000 ed essere aggregato alla squadra Primavera.
Disputa la sua prima stagione in prima squadra nel campionato 2003-04, senza però trovare mai spazio nelle rotazioni. Nella stagione seguente è girato in prestito in Serie B al Crotone. In Calabria diventa titolare fisso e disputa in totale 41 gare di campionato, contribuendo alla salvezza della squadra rossoblù.

#### Siena e di nuovo Juventus
Nella stagione 2005-2006 passa in prestito al Siena, con il quale esordisce in Serie A il 28 agosto 2005 in Siena-Cagliari 2-1. In maglia senese disputa in tutto 26 partite (non giocando alcune per via della concorrenza con Marco Fortin), conquistando così la fiducia della Juventus, squadra che ancora ne detiene il cartellino e che lo riporta a Torino, dove nell'annata 2006-2007 è il vice di Gianluigi Buffon nel campionato di Serie B.
Esordisce con la maglia bianconera il 18 novembre 2006 in AlbinoLeffe-Juventus 1-1, a seguito dell'espulsione di Buffon. Alla fine della stagione colleziona 7 presenze, vincendo il campionato e tornando dopo solo un anno in Serie A coi piemontesi.

#### Sampdoria
Nell'estate 2007 la Juventus lo cede in prestito con diritto di riscatto della comproprietà alla Sampdoria. Fa il suo esordio in maglia blucerchiata il 26 agosto 2007 nell'incontro vinto 1-2 dalla Sampdoria sul Siena. Quattro giorni dopo fa il suo esordio in Coppa UEFA nell'incontro terminato 1-1 fra Sampdoria e Hajduk Split. Nel girone di andata, complici le altalenanti prestazioni di entrambi, si alterna spesso con l'altro portiere blucerchiato, Castellazzi. Nel girone di ritorno il collega però offre maggiori garanzie e Mirante diventa definitivamente il secondo portiere, ritrovando il posto da titolare solo per le ultime partite del campionato, a seguito dell'infortunio alla spalla di Castellazzi. Alla fine le sue presenze stagionali saranno 13, a cui vanno aggiunte altre 4 in Coppa Italia e 1 in Coppa Uefa. Il 30 giugno 2008, la Samp acquista la comproprietà del suo cartellino per una cifra pari ad 1,3 milioni di euro.
Nella stagione 2008-09, gioca da titolare le prime partite a causa dell'infortunio del collega ma, superato l'infortunio, Castellazzi si riprende il posto da titolare. Mirante comunque ha un ruolo importante nella stagione della Sampdoria: infatti il 21 gennaio 2009 contro l'Udinese, nei quarti di finale di Coppa Italia, para, nella decisiva serie di rigori (la partita era terminata 1-1), i tiri di Pepe e D'Agostino, permettendo così alla sua squadra di giungere alle semifinali contro l'Inter (la Samp poi perderà in finale con la Lazio). Il 26 aprile torna in campo anche in campionato, nel match di campionato terminato 3-3 fra Sampdoria e Cagliari. Alla fine ottiene 9 presenze in campionato, 2 in Coppa Italia e 2 in Coppa Uefa.

#### Parma
Il 19 luglio 2009 passa in prestito al Parma, in cambio di Marco Rossi.
Francesco Guidolin schiera Mirante titolare, e il portiere contribuisce ai sorprendenti risultati del Parma di inizio stagione, grazie ad alcune parate decisive, come per esempio quella effettuata su un colpo di testa di Alberto Gilardino nella partita del Parma a Firenze, terminata 2-3 per i gialloblù. Il 2 giugno 2011 il Parma acquista l'intero cartellino del giocatore dando in cambio alla Sampdoria la metà di quello di Daniele Dessena.
Nei successivi anni si conferma titolare inamovibile del Parma, ma nel 2015 il club fallisce e retrocede in serie D. Mirante lascia il Parma dopo aver collezionato in tutto 204 presenze in 6 anni.

#### Bologna
Il 30 giugno 2015, svincolatosi dal Parma, Mirante firma un contratto fino al 2019 col Bologna, società neopromossa in Serie A.
Come si evidenzia nel comunicato ufficiale del Bologna, all'inizio del campionato 2016-17 Mirante avverte un lieve malore e viene sottoposto ad accertamenti, i quali evidenziano problemi cardiaci, motivo per il quale viene escluso dalla lista della Serie A. Ad ottobre, superati gli accertamenti clinici, ricomincia ad allenarsi con la squadra.
Nella stagione successiva, Mirante diventa il capitano della squadra; in occasione della partita contro il Benevento, cede la fascia a Simone Verdi, per la riconoscenza di non essersi trasferito al Napoli, ma successivamente la squadra decide di riconsegnare la fascia al portiere.

#### Roma
Il 20 giugno 2018, a 35 anni, viene acquistato dalla Roma, in uno scambio con Skorupski e 5 milioni di euro. Il 12 dicembre esordisce in Champions League nella partita persa 2-1 contro il Viktoria Plzen. Scelto inizialmente come riserva dello svedese Robin Olsen, a causa delle deludenti prestazioni del collega, Mirante diventa titolare nella squadra guidata da Claudio Ranieri nella seconda parte della stagione.
Nella stagione seguente, ritorna ad essere il secondo portiere della rosa capitolina in favore di Pau López, Mirante debutta in giallorosso in Europa League, nella gara contro il Wolfsberger datata 3 ottobre 2019.
Nella stagione 2020-2021 parte ancora come dodicesimo, ma diventa titolare per via del rendimento negativo di López. A partire da gennaio torna tuttavia ad essere riserva del portiere iberico, diventando il terzo portiere a fine stagione quando viene scavalcato nelle gerarchie anche da Daniel Fuzato. A fine stagione rimane svincolato dopo aver collezionato 35 presenze complessive con i giallorossi in 3 anni.

#### Milan
Dopo alcuni mesi in cui rimane svincolato, il 13 ottobre 2021, a 38 anni, sigla un accordo valido fino al termine della stagione con il Milan come terzo portiere dietro a Maignan e Tătărușanu. Pur senza mai scendere in campo coi rossoneri, al termine dell'annata può fregiarsi della vittoria del campionato, il secondo in carriera dopo quello di Serie B con la Juventus.
Il 1º luglio 2022 viene riconfermato dalla società meneghina per un’altra stagione. Esordisce con i rossoneri all'ultima giornata il 4 giugno 2023, subentrando nei minuti finali a Mike Maignan nel successo per 3-1 contro il Verona diventando il debuttante più anziano di sempre con la maglia del Milan.
Il 7 luglio 2023 rinnova il proprio contratto fino al 2024. A seguito della squalifica del portiere titolare Maignan e dell'infortunio del secondo portiere Sportiello gioca titolare nella partita di campionato contro la Juventus del 22 ottobre 2023, persa per 0-1 dai rossoneri,  ma nonostante la sconfitta Mirante risulta decisivo nei minuti finali grazie a due parate difficili. Negli ottavi di Coppa Italia contro il Cagliari (4-1 per i rossoneri), gioca nuovamente da titolare per far riposare Maignan e l’indisponibilità di Sportiello. Gioca da titolare anche l'ultima giornata, pareggiata 3-3 contro la già retrocessa Salernitana.

### Nazionale
È stato convocato in 6 occasioni dal commissario tecnico Claudio Gentile nell'Under 21 tra il 2005 ed il 2006, senza mai esordire.
A causa dell'infortunio di Federico Marchetti, l'8 agosto 2010 ottiene la prima convocazione nella Nazionale maggiore da parte del nuovo CT Cesare Prandelli, per la partita amichevole contro la Costa d'Avorio del 10 agosto.
Il 28 agosto viene convocato da Prandelli per le partite di qualificazione agli Europei del 2012 contro Estonia e Fær Øer. Dal 10 al 12 marzo 2014 è stato convocato per uno stage organizzato allo scopo di visionare giovani giocatori in vista dei Mondiali 2014.
Non è stato convocato per i Mondiali 2014 ma, a seguito dell'infortunio di Salvatore Sirigu, è convocato come riserva.
Il 16 maggio 2016 arriva la chiamata in azzurro dal CT Antonio Conte per lo stage che apre il cammino di preparazione alla fase finale di Euro 2016. Tuttavia, non è convocato per la manifestazione.
Il 27 maggio 2019 torna nel giro della nazionale venendo convocato dal CT Roberto Mancini per le partite di qualificazione agli Europei del 2020 contro Grecia e Bosnia ed Erzegovina.

## Statistiche

### Presenze e reti nei club
Statistiche aggiornate al 25 maggio 2024.
| Stagione         | Squadra          | Campionato       | Campionato | Campionato | Coppe nazionali | Coppe nazionali | Coppe nazionali | Coppe europee | Coppe europee | Coppe europee | Altre coppe | Altre coppe | Altre coppe | Totale | Totale |
| Stagione         | Squadra          | Comp             | Pres       | Reti       | Comp            | Pres            | Reti            | Comp          | Pres          | Reti          | Comp        | Pres        | Reti        | Pres   | Reti   |
| ---------------- | ---------------- | ---------------- | ---------- | ---------- | --------------- | --------------- | --------------- | ------------- | ------------- | ------------- | ----------- | ----------- | ----------- | ------ | ------ |
| 2003-2004        | Juventus         | A                | 0          | 0          | CI              | 0               | 0               | UCL           | 0             | 0             | SI          | 0           | 0           | 0      | 0      |
| 2004-2005        | Crotone          | B                | 41         | -43        | CI              | 3               | -2              | -             | -             | -             | -           | -           | -           | 44     | -45    |
| 2005-2006        | Siena            | A                | 26         | -43        | CI              | 3               | -5              | -             | -             | -             | -           | -           | -           | 29     | -48    |
| 2006-2007        | Juventus         | B                | 7          | -9         | CI              | 0               | 0               | -             | -             | -             | -           | -           | -           | 7      | -9     |
| Totale Juventus  | Totale Juventus  | Totale Juventus  | 7          | -9         |                 | 0               | 0               |               | 0             | 0             |             | -           | -           | 7      | -9     |
| 2007-2008        | Sampdoria        | A                | 13         | -15        | CI              | 4               | -3              | CU            | 1             | -1            | -           | -           | -           | 18     | -19    |
| 2008-2009        | Sampdoria        | A                | 9          | -12        | CI              | 2               | -2              | CU            | 2             | -2            | -           | -           | -           | 13     | -16    |
| Totale Sampdoria | Totale Sampdoria | Totale Sampdoria | 22         | -27        |                 | 6               | -5              |               | 3             | -3            |             | -           | -           | 31     | -35    |
| 2009-2010        | Parma            | A                | 37         | -49        | CI              | 1               | -2              | -             | -             | -             | -           | -           | -           | 38     | -51    |
| 2010-2011        | Parma            | A                | 36         | -45        | CI              | 0               | 0               | -             | -             | -             | -           | -           | -           | 36     | -45    |
| 2011-2012        | Parma            | A                | 29         | -47        | CI              | 0               | 0               | -             | -             | -             | -           | -           | -           | 29     | -47    |
| 2012-2013        | Parma            | A                | 33         | -40        | CI              | 0               | 0               | -             | -             | -             | -           | -           | -           | 33     | -40    |
| 2013-2014        | Parma            | A                | 36         | -42        | CI              | 1               | 0               | -             | -             | -             | -           | -           | -           | 37     | -42    |
| 2014-2015        | Parma            | A                | 33         | -60        | CI              | 2               | -2              | -             | -             | -             | -           | -           | -           | 35     | -62    |
| Totale Parma     | Totale Parma     | Totale Parma     | 204        | -283       |                 | 4               | -4              |               | -             | -             |             | -           | -           | 208    | -287   |
| 2015-2016        | Bologna          | A                | 33         | -41        | CI              | 1               | -1              | -             | -             | -             | -           | -           | -           | 34     | -42    |
| 2016-2017        | Bologna          | A                | 21         | -32        | CI              | 1               | 0               | -             | -             | -             | -           | -           | -           | 22     | -32    |
| 2017-2018        | Bologna          | A                | 33         | -46        | CI              | 1               | -3              | -             | -             | -             | -           | -           | -           | 34     | -49    |
| Totale Bologna   | Totale Bologna   | Totale Bologna   | 87         | -119       |                 | 3               | -4              |               | -             | -             |             | -           | -           | 90     | -123   |
| 2018-2019        | Roma             | A                | 11         | -6         | CI              | 0               | 0               | UCL           | 2             | -3            | -           | -           | -           | 13     | -9     |
| 2019-2020        | Roma             | A                | 5          | -5         | CI              | 0               | 0               | UEL           | 2             | -2            | -           | -           | -           | 7      | -7     |
| 2020-2021        | Roma             | A                | 13         | -22        | CI              | 0               | 0               | UEL           | 2             | -7            | -           | -           | -           | 15     | -29    |
| Totale Roma      | Totale Roma      | Totale Roma      | 29         | -33        |                 | 0               | 0               |               | 6             | -12           |             | -           | -           | 35     | -45    |
| 2021-2022        | Milan            | A                | 0          | 0          | CI              | 0               | 0               | UCL           | 0             | 0             | -           | -           | -           | 0      | 0      |
| 2022-2023        | Milan            | A                | 1          | 0          | CI              | 0               | 0               | UCL           | 0             | 0             | SI          | 0           | 0           | 1      | 0      |
| 2023-2024        | Milan            | A                | 2          | -3         | CI              | 1               | -1              | UCL           | 0             | 0             | -           | -           | -           | 3      | -4     |
| Totale Milan     | Totale Milan     | Totale Milan     | 3          | -3         |                 | 1               | -1              |               | 0             | 0             |             | 0           | 0           | 4      | -4     |
| Totale carriera  | Totale carriera  | Totale carriera  | 419        | -560       |                 | 20              | -21             |               | 9             | -15           |             | 0           | 0           | 448    | -596   |

- Campionato italiano: 1

Milan: 2021-2022